# Alfiano Natta
Alfiano Natta és un municipi situat al territori de la província d'Alessandria, a la regió del Piemont, (Itàlia). Pertanyen al municipi les frazioni de Cardona, Casarello, Casa Paletti i Sanico.
Alfiano Natta limita amb els municipis de Calliano, Castelletto Merli, Moncalvo, Odalengo Piccolo, Penango, Tonco i Villadeati.

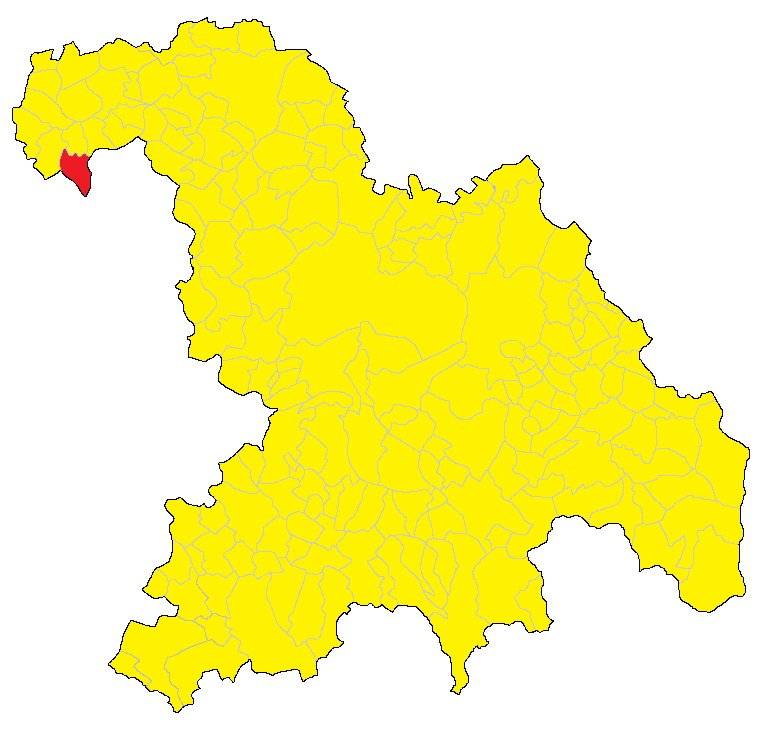
Localització del municipi d'Alfiano Natta a la prov. d'Alessandria (Piemont)